# ジニュワイン
ジニュワイン (Ginuwine、1970年10月15日 - ) とは、アメリカ合衆国、ワシントンD.C.出身のR&Bシンガーである。本名はエルジン・ベイラー・ランプキン。正統派のR&Bシンガーとして知られており、1996年にアルバム『Ginuwine...the Bachelor』でデビュー。全米ビルボード200において最高26位を記録した。全米で累計160万枚以上を売り上げたこのアルバムは、彼自身の出世作であり、全米ではダブルプラチナム、そしてカナダではゴールドディスクに輝いている。

## ディスコグラフィー
- Ginuwine...the Bachelor (1996)
- 100% Ginuwine (1999)
- The Life (2001)
- The Senior (2003)
- Back II Da Basics (2005)
- A Man's Thoughts (2009)
- Elgin (2011)